# Lijst van Tweede Kamerleden voor de Bahlmannianen
Een overzicht van alle voormalige Tweede Kamerleden voor de Bahlmannianen.
| Tweede Kamerlid                           | Begindatum        | Einddatum         |
| ----------------------------------------- | ----------------- | ----------------- |
| A.J.H. van Baar                           | 19 september 1881 | 25 januari 1889   |
| B.M. Bahlmann                             | 19 september 1881 | 20 september 1897 |
| W.H.J.Th. van Basten Batenburg            | 22 september 1894 | 20 september 1897 |
| I.B.D. van den Berch van Heemstede        | 15 september 1891 | 20 september 1897 |
| Ch.C.M.H. de Bieberstein Rogalla Zawadsky | 16 februari 1897  | 20 september 1897 |
| F.H.H. Borret                             | 26 juni 1882      | 26 maart 1888     |
| H.J. Brouwers                             | 25 januari 1882   | 8 juli 1889       |
| J.G. de Bruijn                            | 19 september 1881 | 15 augustus 1883  |
| J.M.L.H. Clercx                           | 2 maart 1882      | 19 maart 1894     |
| G. Diepen                                 | 12 mei 1891       | 6 juni 1892       |
| F.Th.J.H. Dobbelmann                      | 9 juli 1889       | 20 september 1897 |
| W. Everts                                 | 14 november 1893  | 20 september 1897 |
| J.H.L. Haffmans                           | 19 september 1881 | 15 september 1896 |
| J.J.I. Harte van Tecklenburg              | 1 mei 1888        | 20 september 1897 |
| Ch.J.A. Heydenrijck                       | 19 september 1881 | 10 mei 1883       |
| E.A.M. van der Kun                        | 13 december 1892  | 20 september 1897 |
| H.F. Lambrechts                           | 19 september 1881 | 24 november 1896  |
| J.A. Loeff                                | 5 mei 1896        | 20 september 1897 |
| J.B.C.E.M. de Marchant et d'Ansembourg    | 15 september 1891 | 20 september 1897 |
| L.P.M.H. baron Michiels van Verduynen     | 1 mei 1888        | 20 september 1897 |
| W.P.A. Mutsaers                           | 19 maart 1889     | 20 september 1897 |
| C.J.Ch.H. van Nispen van Sevenaer         | 17 september 1883 | 2 april 1884      |
| J.P.Th. van Nunen                         | 10 juli 1888      | 8 november 1892   |
| M.V. Nyst                                 | 24 februari 1880  | 23 juni 1882      |
| J.E.H.W. baron d' Olne                    | 9 juli 1889       | 8 april 1891      |
| L.D.J.L. de Ram                           | 1 mei 1888        | 20 september 1897 |
| M. de Ras                                 | 20 juli 1892      | 20 september 1897 |
| A.E. Reuther                              | 20 juni 1883      | 26 april 1889     |
| G.L.M.H. Ruijs van Beerenbroek            | 6 december 1880   | 26 maart 1888     |
| G.L.M.H. Ruijs van Beerenbroek            | 7 juli 1892       | 6 oktober 1893    |
| L.F.H.C. Ruland                           | 4 maart 1886      | 14 september 1891 |
| J.H.J. Schreinemacher                     | 10 juli 1888      | 1 juni 1892       |
| P.G.J. van der Schrieck                   | 4 oktober 1881    | 4 maart 1896      |
| J.P. Smeele                               | 21 juli 1886      | 16 augustus 1887  |
| J.Th.M. Smits van Oyen                    | 16 september 1891 | 20 september 1897 |
| W.G. Straetmans                           | 22 september 1882 | 15 januari 1886   |
| J.A.N. Travaglino                         | 1 mei 1888        | 20 september 1897 |
| P.J. Truijen                              | 16 mei 1894       | 20 september 1897 |
| P.J.F. Vermeulen                          | 29 juni 1880      | 20 september 1897 |
| B.R.F. van Vlijmen                        | 1 mei 1888        | 20 september 1897 |
| F.J.F.M. Walter                           | 1 mei 1888        | 19 maart 1894     |